# Землетрус у Чилі (2010)
Землетру́с у Чи́лі 2010 року — руйнівний землетрус, що відбувся біля узбережжя Регіону Мауле в Чилі 27 лютого 2010 о 03:34 за місцевим часом. Після першого, основного поштовху силою 8,8 бала за шкалою Ріхтера і тривалістю близько трьох хвилин послідували ще два поштовхи силою 5,5 і 6,9 балів. Епіцентр землетрусу знаходився у Тихому океані за 8 км на захід від містечка Кураніпе та за 115 кілометрів на північ від другого за населенням міста країни Консепсьйона (населення агломерації 1,3 млн осіб).
Землетрус відчувався у столиці країни Сантьяго, де було зруйновано чимало будівель, перервано телефонний зв'язок і припинено подачу електроенергії. Підземні поштовхи були відчутні і в Аргентині. Крім того, землетрус викликав цунамі, котре загрожує Чилі, Перу та іншим тихоокеанським країнам, зокрема Південної і Центральної Америки. Уряд США попередив про загрозу усі країни Центральної Америки, а також Французьку Полінезію.

## Збитки
Загинуло 521 осіб, пропало безвісти — 56.

## Пічилему

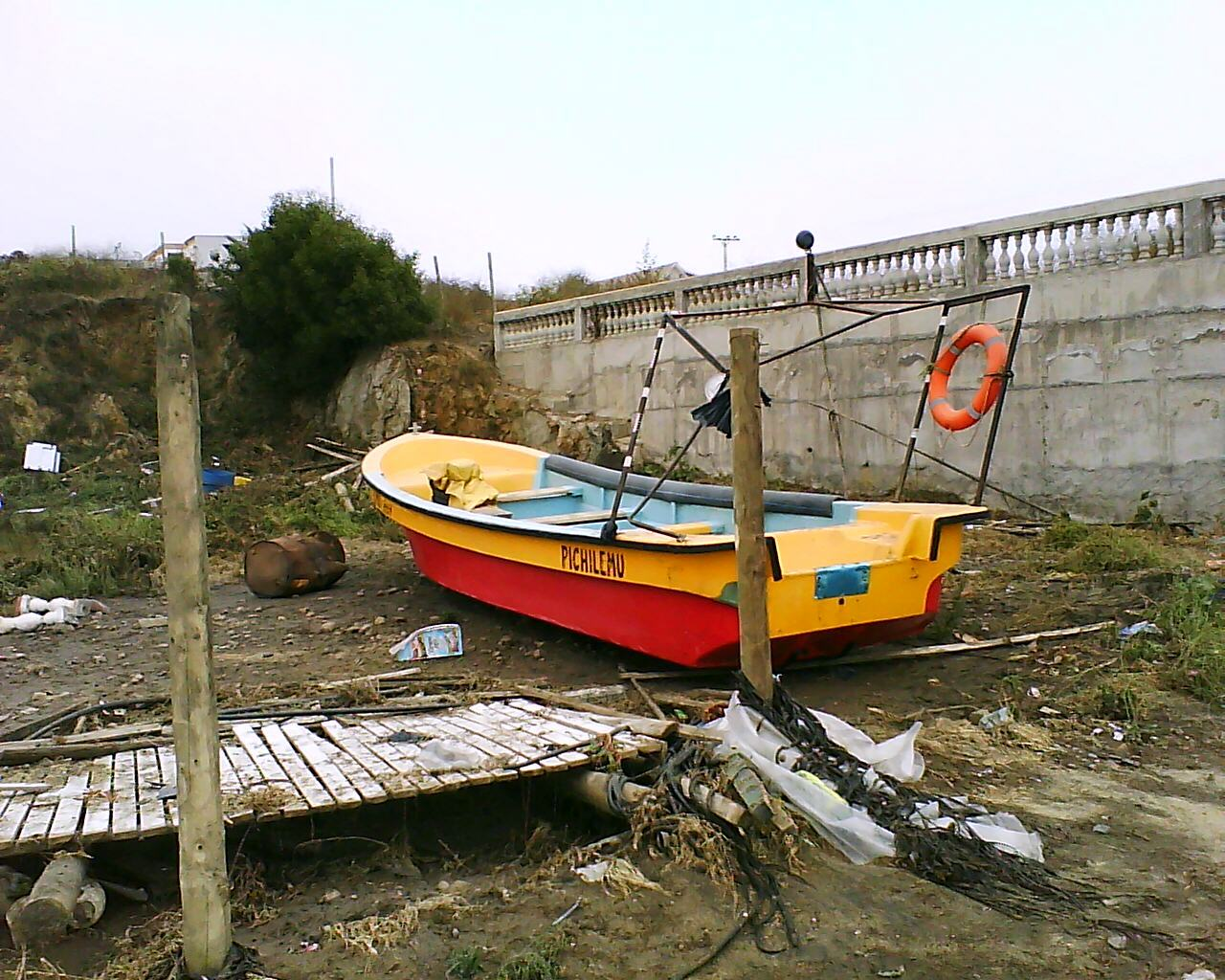
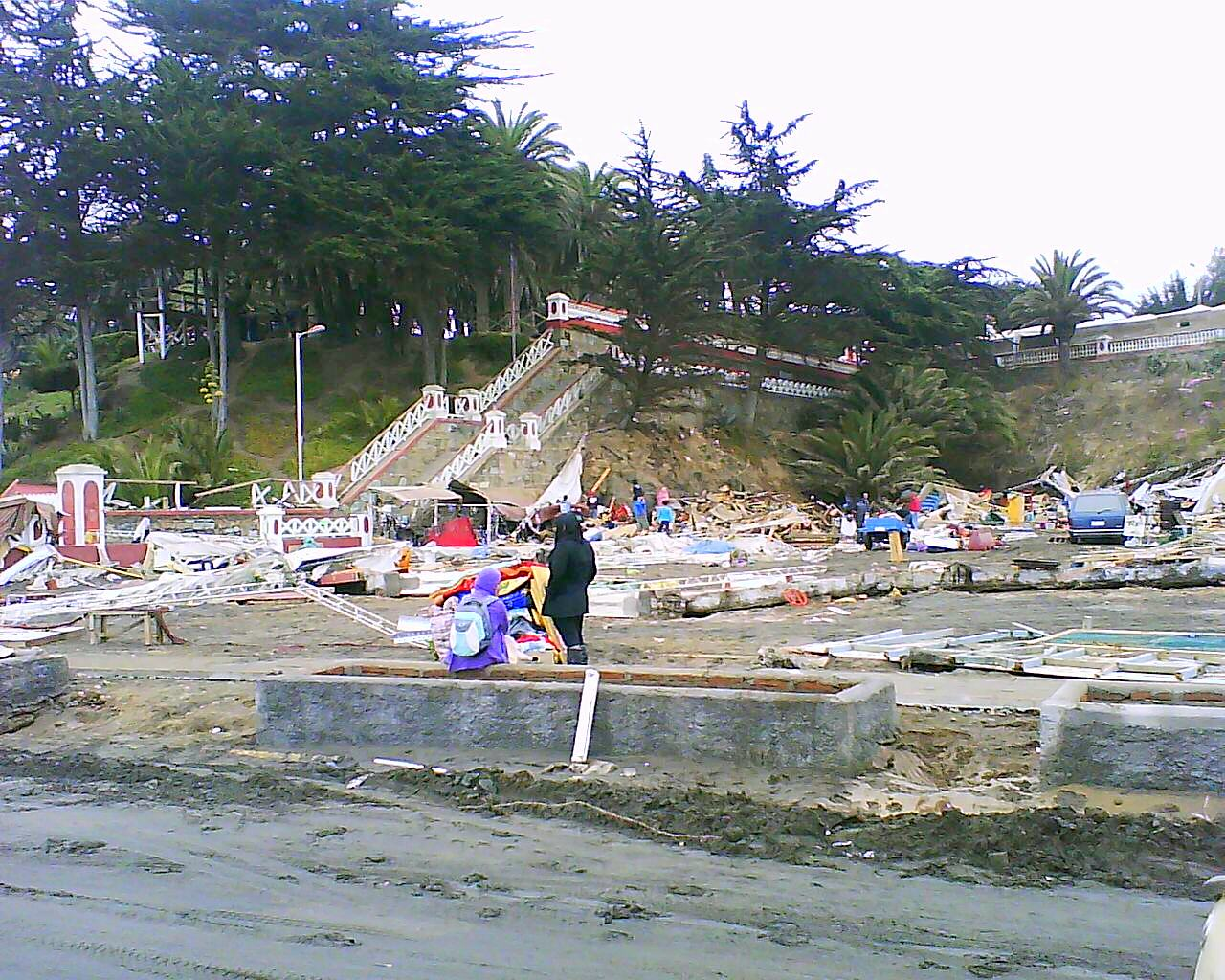
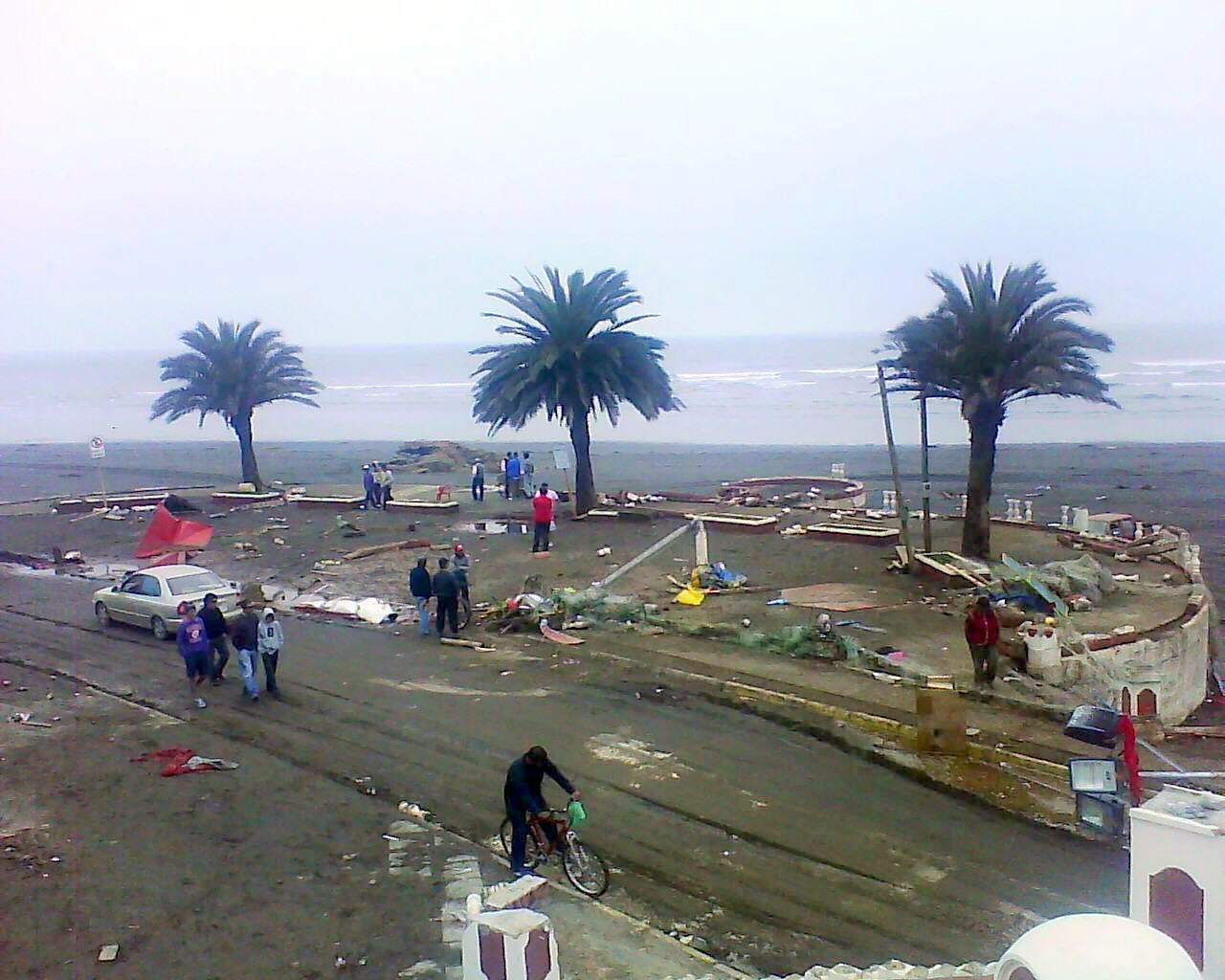
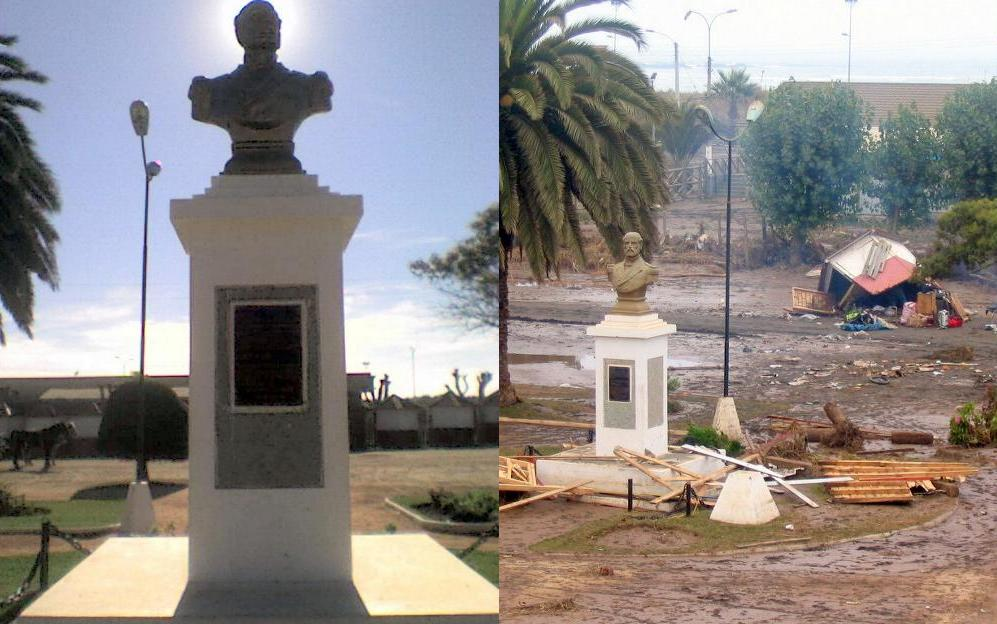
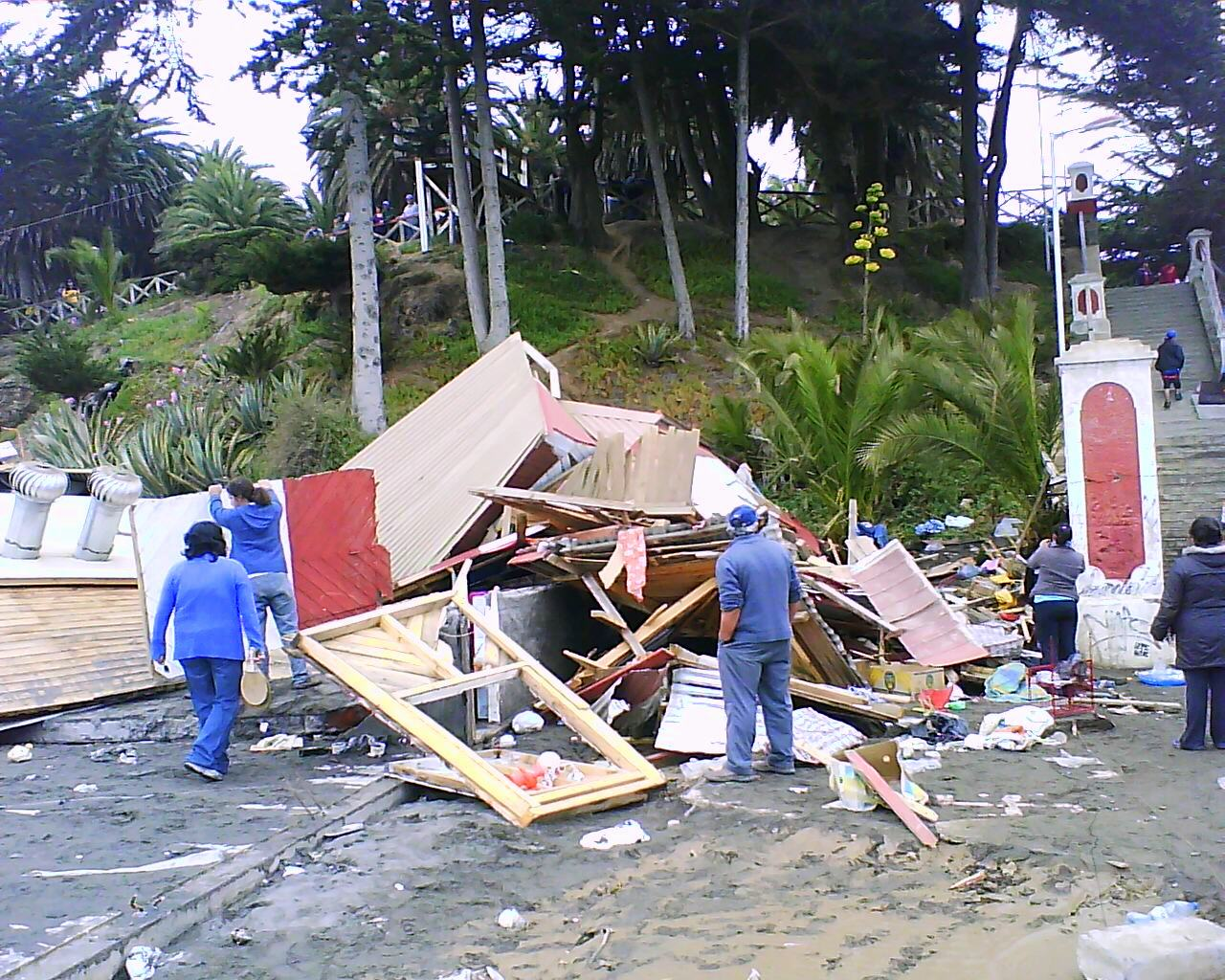